# Mickaël Matray
Mickaël Matray, né le 1er novembre 1981 aux Saintes-Maries-de-la-Mer, est un raseteur français, vainqueur de la Cocarde d'or en 2008.

## Biographie
Il est le fils du torero Joël Matray et débute à l'école taurine de Nîmes en 1995.
En 2008, contrôlé positif au dopage, il est suspendu durant 2 mois.
En 2013, il rachète la manade des Corrèges à Yves Jacquot.

### Palmarès
- Trophée de l'Avenir : 2000
- Cocarde d'or : 2008, 2e en 2012